# Бекбауил
Бекбауи́л (каз. Бекбауыл) — станційне селище у складі Аральського району Кизилординської області Казахстану. Адміністративний центр Бекбауильського сільського округу.
У радянські часи селище називалось Бікбаулі.
Населення — 953 особи (2021; 879 у 2009, 708 у 1999, 560 у 1989).